# Orde de la República Espanyola
L'Orde de la República Espanyola va ser la segona distinció civil de la Segona República Espanyola.

## Història de l'Orde de la República Espanyola
L'Orde de la República Espanyola va ser instituïda pel Govern de la Segona República Espanyola com a orde civil de la República, mitjançant un Decret en 1932. Prèviament, en 1931, s'havien suprimit totes les ordres civils de l'Antiga Monarquia menys l'Orde d'Isabel la Catòlica i l'Orde Civil d'Àfrica.
Va ser atorgada a totes aquelles persones que haguessin beneficiat la República i al poble espanyol amb els seus mèrits i obres personals en l'exercici de la seva professió.
Després de la derrota de les forces republicanes en la Guerra Civil Espanyola, el Govern de Francisco Franco va derogar totes les ordres republicanes i va remodelar l'Orde al Mèrit Militar, l'Orde al Mèrit Naval, l'Orde al Mèrit Aeronàutic, l'Orde d'Isabel la Catòlica, l'Orde de la Creu Roja Espanyola i les altres medalles espanyoles al nou règim (canvi de la corona mural per la corona comtal, etc.).

## Graus de l'Orde de la República Espanyola
L'Orde de la República Espanyola constava de vuit graus:
- Collar
- Banda
- Encomana en Nombre
- Encomana
- Creu d'Oficial
- Creu
- Medalla de Plata
- Medalla de Bronze

El grau de Collaret es reservava als Caps d'Estat estrangers i podia ser lluït pel President de la República com a Gran Mestre de l'Orde.
Les insígnies de l'Orde consistien en un estel amb vuit braços maltesos amb esmalts a foc vermells envoltada amb una corona de llorers, al centre de la qual es trobava la imatge de la República. La insígnia penjava del llaç vermell amb dos encenalls blancs per una corona mural subjecta a la peça. La corona mural i la peça podien ser d'or, en el cas del Collaret, la Gran Creu i l'Encomana en Nombre, o de plata, en el cas de l'Encomana, de la Creu d'Oficial i de la Creu. El Collaret, la Gran Creu i l'Encomana en Nombre anaven acompanyades d'un estel de vuit puntes, en plata, amb la insígnia de l'Ordre de la República al centre. Les Medalles de Plata i Bronze consistien en una placa oval de plata o bronze amb la imatge de la República de perfil i amb la inscripció "ESPANYA Ѵ ORDRE DE LA REPÚBLICA Λ 1932" escrita en el revers.
En l'àmbit militar es podien atorgar creus col·lectives a les tropes, que consistien en la insígnia de l'Ordre amb les inicials GC coronades amb la corona mural al centre i acompanyades de la data de lliurament. No es muntava en l'estel de plata ni sobre cap cinta, sinó que es portava en l'uniforme, com la Placa Llorejada de Madrid.

## L'Orde de la República enfalerística
En ser molt curta la vida d'aquesta orde, les distincions atorgades han adquirit un valor extraordinari per als col·leccionistes internacionals, i cada vegada es veuen menys peces, ja que representen per al col·leccionista un bell exemplar d'una orde ja extinta que pot arribar a adquirir un alt preu al mercat, sobretot en els seus graus més elevats.
En el Museu de la Legió d'Honor de París es conserva el Gran Collaret concedit al President de la República Francesa Albert Lebrun en 1932.

## Galeria

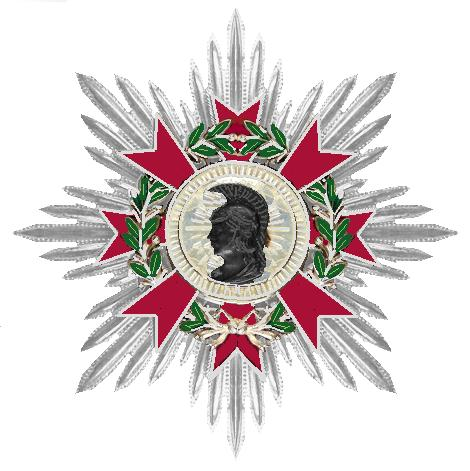
Gran Oficial de l'Orde de la República Espanyola Republic (1932-1939)
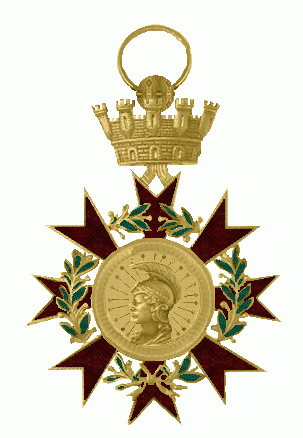
Gran Creu de l'Orde de la República Espanyola 1936
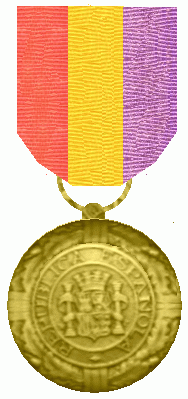
Orde de la República espanyola en l'exili amb els colors de la bandera de la Segona República Espanyola